# Herdemåne

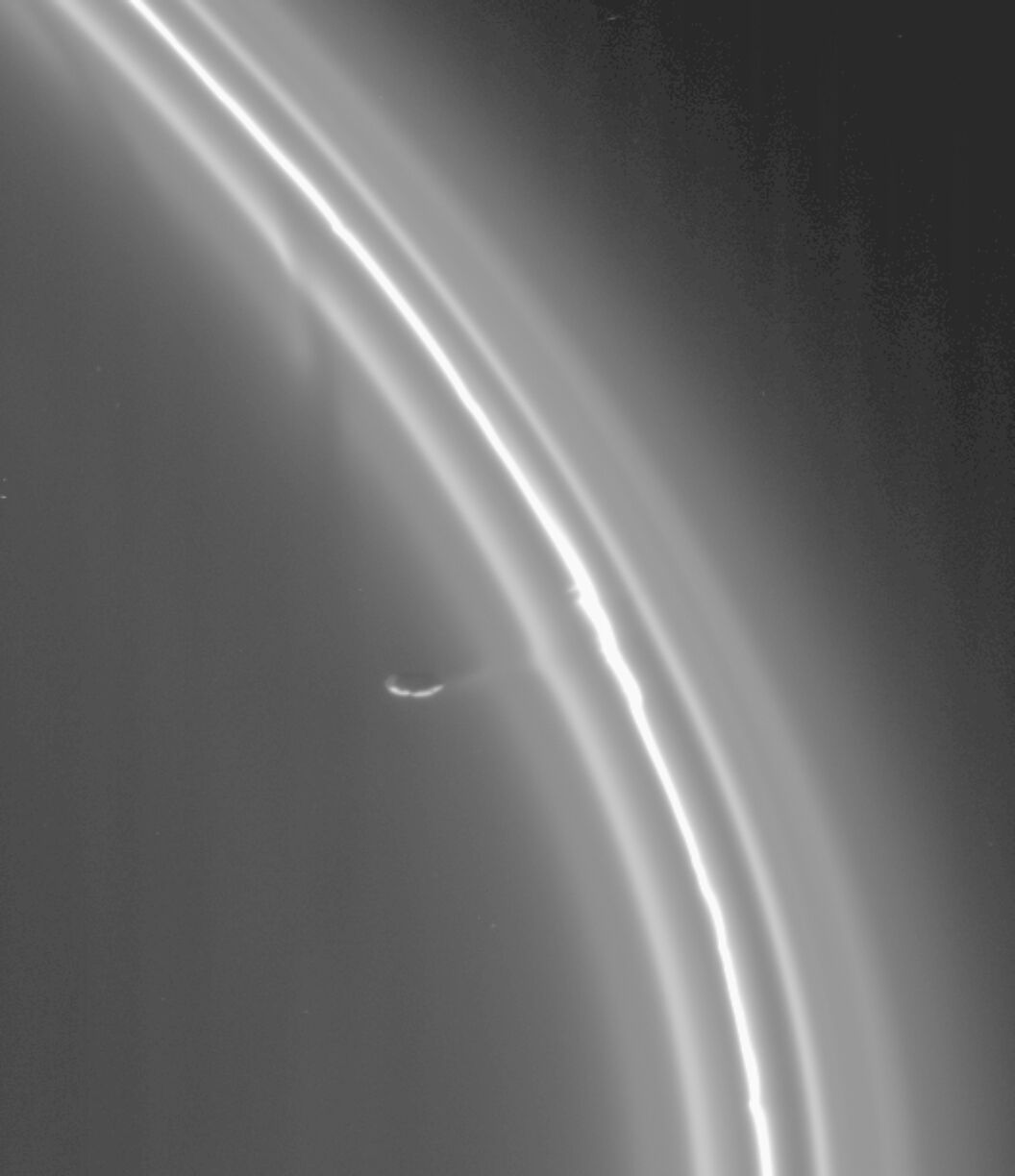
Prometheus vid Saturnus F-ring.

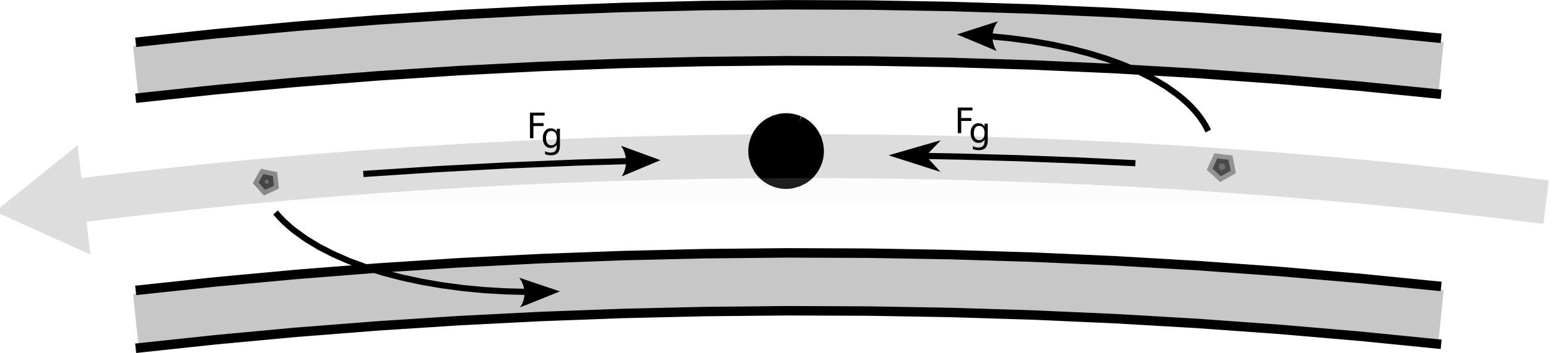
Funktionen hos en herdemåne - partiklar är belägna framför eller bakom månen i sin bana, så att dessa antingen accelereras i månens riktning och kastas på utsidan, eller så bromsas de ner på deras väg och dras inåt.

Herdemåne kallas en måne som med sin gravitation påverkar och i viss mån håller samman en planets ringar. Ett exempel är Saturnus måne Pan. Benämningen är ett resultat av det faktum att den begränsar "flocken" av ringpartiklarna som en herde. Gravitationseffekten orsakar luckor i ringsystemet, som till exempel den speciellt slående Cassini-delningen, liksom andra karakteristiska band, eller konstigt "vriden" deformation av ringar.

## Exempel

### Jupiter
Flera av Jupiters små innersta månar, som Metis och Adrastea, ligger inom Jupiters ringsystem och ligger också inom Jupiters Roche-gräns. Det är möjligt att dessa ringar är sammansatta av material som dras bort från dessa två kroppar av Jupiters tidvattenkrafter, möjligen underlättat av påverkan av ringmaterial på deras ytor.

### Saturnus
Saturnus komplexa ringsystem har flera sådana månar. Dessa är Prometheus (F-ringen), Daphnis (Keeler-gapet), Pan (Encke-gapet), Janus och Epimetheus (båda A-ringarna).

### Uranus
Uranus har också herdemånar i sin ring, Cordelia och Ophelia. De är respektive inre och yttre herdar. Båda månarna ligger långt inom Uranus synkrona radie, och deras omlopp avtar därför långsamt på grund av tidvattenbromsning.

### Neptunus
Neptunus ringar är mycket ovanliga eftersom de först tycktes vara sammansatta av ofullständiga bågar enligt jordbaserade observationer, men bilder från Voyager 2 visade att de vara kompletta ringar med ljusa klumpar. Det antas att herdemånen Galateas gravitationella inflytande och eventuellt andra ännu oupptäckta herdemånar är anledningen till dessa klumpfenomen.

### Mindre planeter
Ringar runt några centaurer har identifierats. Chariklos ringar är anmärkningsvärt väl definierade och misstänks antingen vara mycket unga eller hålls på plats av en herdemåne med massa lika som ringarna. Chiron tros också ha ringar med liknande form som hos Chariklo.